# Claudia Martín
Pour les articles homonymes, voir Martín.
Claudia Martín, née le 28 août 1989 à Oaxaca de Juárez, est une actrice mexicaine.

## Filmographie
- 2009 : Doctor Mateo
- 2010 : La princesa de Éboli
- 2015 : Amores con trampa
- 2016 : Road to Destiny : Vicky (24 épisodes)
- 2016 : Sueño de amor : Anya (18 épisodes)
- 2015-2016 : Como dice el dicho : Leila / Brenda
- 2017 : Enamorándome de Ramón : Andrea
- 2017-2018 : Sin tu mirada : Marina Ríos
- 2018 : Cuando florezca el cerezo : Carmencita
- 2018-2019 : Amar a muerte : Eva Carvajal[1]
- 2021 : Fuego ardiente : Martina Ferrer (Protagonist)
- 2022 : Los ricos también lloran (2022) : Mariana (Salvatierra) de Villareal